# Primer amor (novela griega)
Primer amor es una novela del escritor griego Ioannis Kondylakis. Publicada en 1919, un año antes de la muerte de su autor, se considera una de sus obras más maduras. Es además, la única escrita en griego demótico, y en la que más hábilmente lo combina con el dialecto vernacular cretense.

## Argumento
La historia describe un amor infantil aunque irrealizado del protagonista hacia una chica varios años mayor que él, llamada Vangelió. Este muestra desde una edad muy temprana un amor particular hacia Vangelió, lo que tiene como resultado habladurías malintencionadas por parte de sus propios padres y de la pequeña población de su pueblo cretense, por mucho que dicha diferencia de edad no parece importante para el protagonista infantil.
En el paso de la infancia hacia la adolescencia, estos sentimientos permanecen vivos; aunque parte a la capital para continuar sus estudios, la vuelta al pueblo cada verano le da la oportunidad de volver a ver a Vangelió, que continúa soltera. La eternización del enamoramiento acaba preocupando seriamente a la madre del protagonista, que considera la situación especialmente desagradable. En un momento dado, Vangelió acaba cayendo enferma de tuberculosis, por lo que las visitas furtivas a Vangelió acaban exasperando a la madre, que entra en conflicto abierto con su hijo y, cuando este cae enfermo, todo el mundo culpa a Vangelió de haberle contagiado la tuberculosis. Esta siente remoridientos al creerse culpable de la enfermedad y acaba suicidándose.

## Temática y estilo
La novela Primer amor constituye una hábil transición psicográfica entre la infancia y la adolescencia y consigue una profunda descripción de la tristeza y seriedad del único amor del protagonista. La tensión psicológica y la proyección de los conflictos, la temática y la viveza de los personajes han contribuido a dotarle de una frescura inusual en este tipo de narrativa.